# Vene e vvà
Vene e vvà è un singolo del rapper italiano Rocco Hunt, pubblicato il 4 settembre 2015 come primo estratto dal terzo album in studio SignorHunt.

## Video musicale
Il videoclip è stato pubblicato il 4 settembre 2015 attraverso il canale YouTube del rapper.

## Tracce
1. Vene e vvà – 3:17

## Classifiche
| Classifica (2015) | Posizione massima |
| ----------------- | ----------------- |
| Italia            | 63                |